# Georg Gänswein
Mons. Georg Gänswein (30. července 1956 Ühlingen-Birkendorf) je německý římskokatolický arcibiskup, mezi lety 2012 a 2023 prefekt papežského domu a osobní sekretář Benedikta XVI. V červnu 2024 jej papež František jmenoval apoštolským nunciem v Pobaltí.

## Život

### Kněžská služba
Po maturitě studoval teologii ve Freiburgu im Breisgau a v Římě.
19. prosince 1982 byl vysvěcen na jáhna freiburským arcibiskupem metropolitou Oskarem Saierem, který jej také vysvětil 31. května 1984 na kněze.
Poté působil jako farní vikář ve své arcidiecézi a zároveň studoval kanonické právo v Mnichově, kde v roce 1993 získal doktorát. V roce 1994 byl jmenován mons. Saierem vikářem freiburské katedrály a jeho osobním sekretářem. V roce 1995 byl jmenován tehdejším prefektem Kongregace pro bohoslužbu a svátosti Antonio María Javierre Ortasem spolupracovníkem téže kongregace. V roce 1996 přestoupil do Kongregace pro nauku víry na výslovnou žádost tehdejšího prefekta Josepha Ratzingera. Zároveň s tím také dostává katedru kanonického práva na římské Papežské univerzitě Svatého kříže (Pontificia Università della Santa Croce), patřící Opus Dei.
V roce 2000 mu Jan Pavel II. udělil čestný titul kaplan Jeho Svatosti.
Od roku 2003 byl osobním sekretářem kardinála Josepha Ratzingera; po jeho zvolení papežem byl od 19. dubna 2005 potvrzen ve funkci osobního sekretáře. V březnu 2006 mu papež Benedikt XVI. udělil titul prelát Jeho Svatosti.
14. listopadu 2006 se na něho zaměřily satirické protesty několika italských televizních programů, které jeho a papeže Benedikta XVI. kritizovaly.
11. prosince 2010 na Papežské univerzitě Urban provádí slavnostní ceremoniál IX. ročníku Mezinárodní ceny „Giuseppe Sciacca“ a, což je u něho velmi řídké, ujímá se slova, aby pozdravil papeže.
1. prosince 2012 mu mezinárodní asociace „Tu es Petrus“, kterou založil novinář Gianluca Barile a jejímiž čestnými předsedy jsou kardinálové José Saraiva Martins, Kurt Koch a Salvatore De Giorgi, udělila zvláštní cenu „svědectví svatosti“ jako „pozorný, vzácný a blízký spolupracovník na pontifikátu římského biskupa Benedikta XVI.“

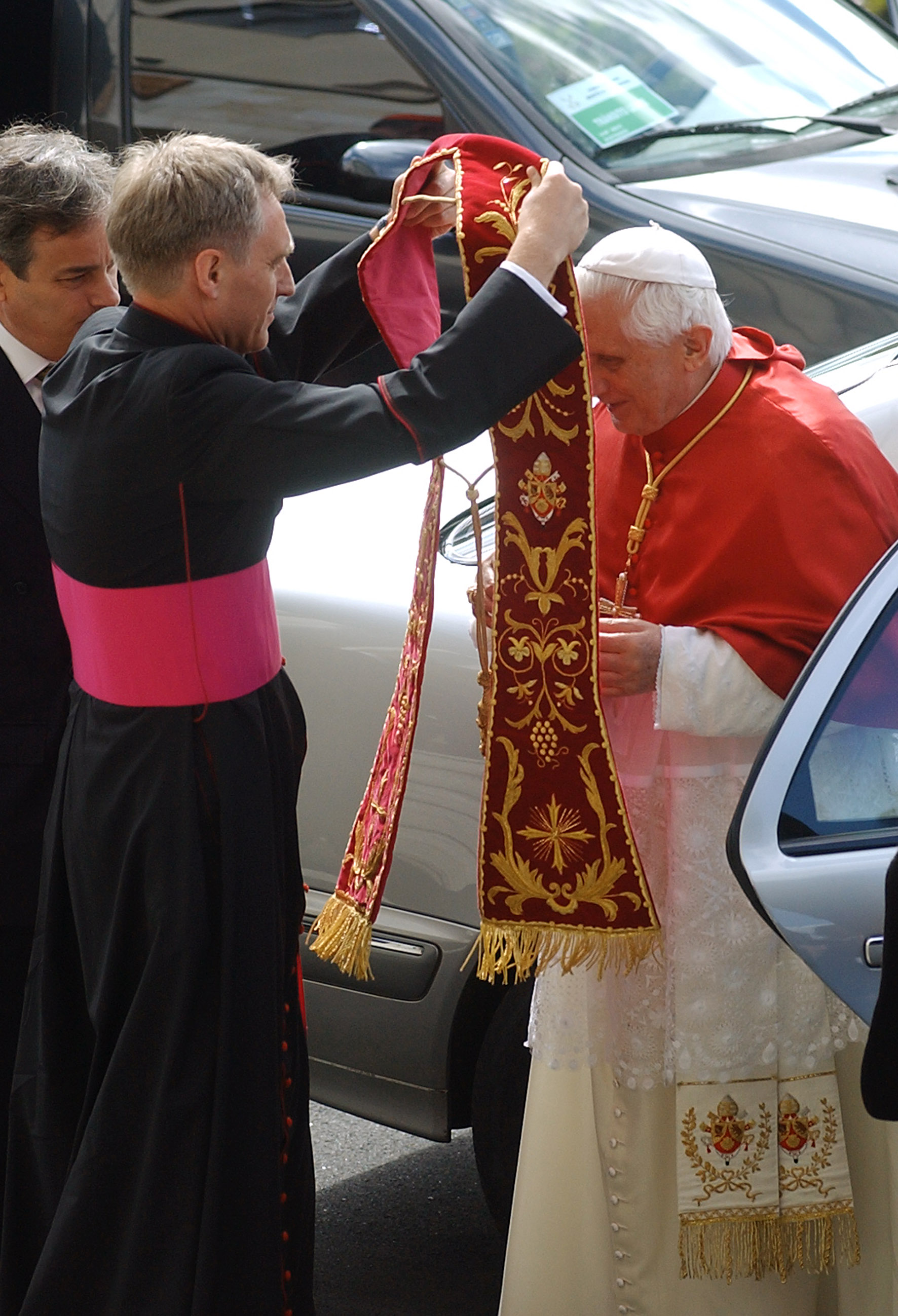
Mons. Georg Gänswein a Benedikt XVI. 10. května 2007

### Biskupská služba

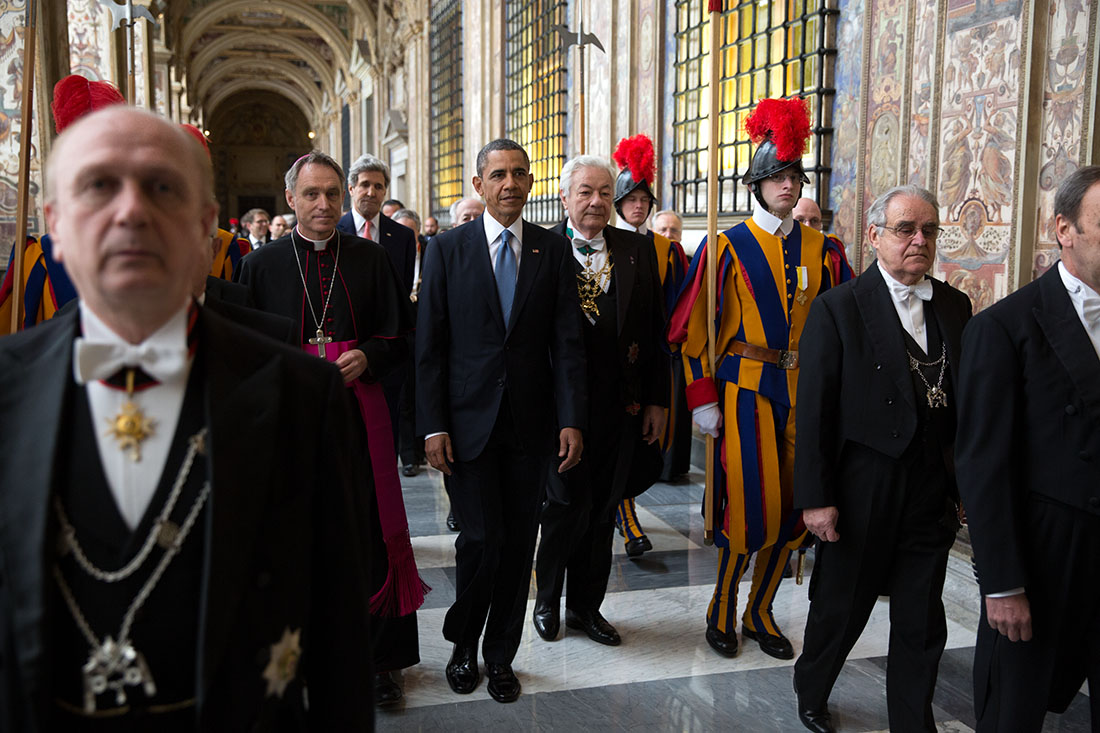
Georg Gänswein s Barackem Obamou 27. března 2014

7. prosince 2012 jej papež Benedikt XVI. jmenoval prefektem papežského domu a titulárním arcibiskupem v Urbisaglia; 6. ledna 2013 přijal biskupské svěcení ve svatopetrské bazilice, když na něho vložil ruce týž papež a spolusvětiteli kardinálové Tarcisio Bertone a Zenon Grocholewski.
Když papež Benedikt XVI. rezignoval na svůj úřad římského biskupa, 28. února 2013, zůstal prefektem papežského domu a jeho osobním tajemníkem. Nejdříve zůstal s Benediktem XVI. v papežském letním sídle v Castel Gandolfo, a později se s ním přestěhoval do kláštera Mater Ecclesiae.
31. srpna 2013 jej papež František potvrdil ve funkci prefekta papežského domu.
V polovině června roku 2023 vyšlo najevo, že se Gänswein vrací do své domovské diecéze ve Freiburgu na pokyn papeže Františka.

## Biskupská genealogie
Následující tabulka obsahuje genealogický strom, který ukazuje vztah mezi svěcencem a světitelem – pro každého biskupa na seznamu je předchůdcem jeho světitel, zatímco následovníkem je biskup, kterého vysvětil. Rekonstrukcím a vyhledáním původu v rodové linii ze zabývá historiografická disciplína biskupská genealogie.
1. Kardinál Scipione Rebiba
2. Kardinál Giulio Antonio Santori
3. Kardinál Girolamo Bernerio, O.P.
4. Arcibiskup Galeazzo Sanvitale
5. Kardinál Ludovico Ludovisi
6. Kardinál Luigi Caetani
7. Kardinál Ulderico Carpegna
8. Kardinál Paluzzo Paluzzi Altieri degli Albertoni
9. Papež Benedikt XIII., O.P.
10. Papež Benedikt XIV.
11. Papež Klement XIII.
12. Kardinál Bernardino Giraud
13. Kardinál Alessandro Mattei
14. Kardinál Pietro Francesco Galleffi
15. Kardinál Giacomo Filippo Fransoni
16. Kardinál Antonio Saverio De Luca
17. Arcibiskup Gregor Leonhard Andreas von Scherr, O.S.B.
18. Arcibiskup Friedrich von Schreiber
19. Arcibiskup Franz Joseph von Stein
20. Arcibiskup Joseph von Schork
21. Biskup Ferdinand von Schlör
22. Arcibiskup Johann Jakob von Hauck
23. Biskup Ludwig Sebastian
24. Kardinál Joseph Wendel
25. Arcibiskup Josef Schneider
26. Biskup Josef Stangl
27. Papež Benedikt XVI.
28. Georg Gänswein

## Dílo
- Kirchengliedschaft: vom Zweiten Vatikanischen Konzil zum Codex iuris canonici; die Rezeption der konziliaren Aussagen über die Kirchenzugehörigkeit in das nachkonziliare Gesetzbuch der lateinischen Kirche.. St. Ottilien: EOS-Verlag, 1996. ISBN 3-88096-923-X. (němčina)